# Blitzkrieg

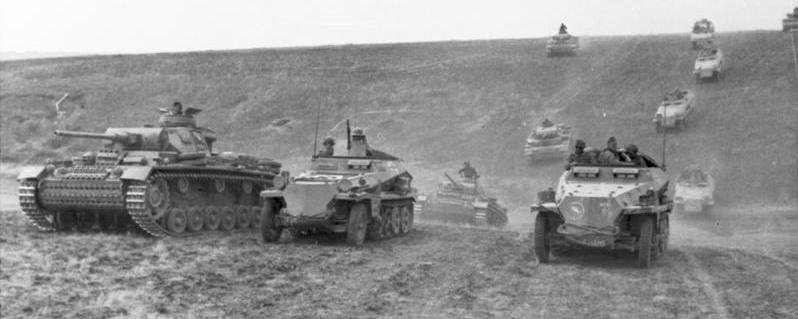
Německá kolona tanků a mechanizované pěchoty postupující Ukrajinou, červen 1942

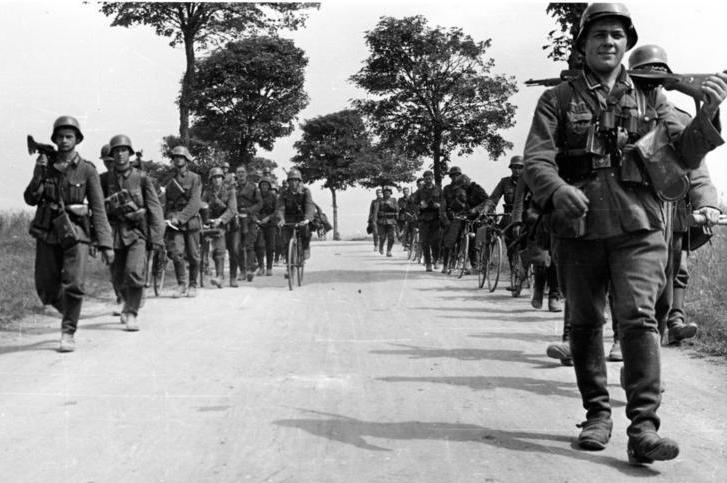
Němci mašírují přes Francii, 1940

Blitzkrieg (blesková válka) je vojenská taktika založená na překvapivém útoku využívající rychlou a ohromující koncentraci síly, která se může skládat z obrněných a motorizovaných nebo mechanizovaných pěších útvarů spolu s přímou leteckou podporou s úmyslem prorazit protivníkovy obranné linie, poté dislokovat obránce, rychle obsadit velitelské a zásobovací uzly nepřítele, přetít jeho klíčové komunikace a narušit komunikaci a smysluplné uspořádání jeho bojových formací.
Ústřední roli hrají při praktikování takovéhoto způsobu boje tankové síly, ovšem aby byla opravdu účinná, vyžadují tanky podporu a propracovanou spolupráci ze strany plně mechanizovaných jednotek pěchoty, vysoce mobilního dělostřelectva a letectva.
Blitzkrieg byl reakcí na zákopové boje v průběhu první světové války, které po prvotním rychlém německém postupu vedly k opakujícím se frontálním útokům s minimálními územními zisky za cenu vysokých ztrát, a kvalitativní převahu obránců, způsobenou zdokonalením palných zbraní.

## Definice
Blitzkrieg či bleskovou válku lze definovat jako „způsob zahájení a vedení války zaměřený na poražení protivníka v co nejkratší době jediným tažením“. Je opakem opotřebovávací války, která vyžaduje značné zdroje na vedení dlouhodobějšího konfliktu.
Slovo Blitzkrieg jako germanismus proniklo i do jiných jazyků, jako jsou například angličtina, francouzština, italština i čeština. Podle některých zdrojů toto slovní spojení jako první použil ve stejnojmenném názvu své knihy v roce 1941 karvinský rodák a toho času důstojník Svobodné Francie Ferdinand Otto Miksche.

## Historie

### Po první světové válce
Tato doktrína byla poprvé rozpracována Brity (velký vliv měli zejména John F. C. Fuller a dle některých i Liddell Hart), ale nebyla nijak zvlášť protežována, v rámci malé pozemní armády Velké Británie, která nevedla relevantní války ji nebylo možné dokonale rozpracovat ani odzkoušet, a Velká Británie silně upřednostňovala výstavbu leteckých a námořních sil. Kromě Britů se touto teorií zabývali ve velmi omezené míře i Francouzi, zejména pak mladší důstojníci jako Charles de Gaulle (viz jeho teoretický spis Vers l'armée de Métier), jejich teorie se však neprosadily prakticky vůbec. Podobný byl vývoj i v Itálii, propagovaný generály jako byl Sebastiano Visconti Prasca (autor spisu Guerra Lampo – Blesková válka) nebo Federico Baistrocchi (propagátor mechanizovaných brigád). V Itálii však pro nedostatečnou ekonomickou sílu země, která nebyla schopna vyvinout adekvátní typ (páteří italských obrněných sil se stal tančík L3) skončil tento pokus potupnou porážkou v Řecku a severní Africe. Bleskovou válkou se zabývali i někteří vojenští představitelé SSSR (například maršálové Tuchačevský a Bljucher), kteří pochopili její význam v moderní válce. Od této koncepce bylo upuštěno poté, co v bitvě u Guadalajary ve Španělské občanské válce bylo dosaženo vítězství nad italskou mobilní kolonou. Samostatné tankové svazky byly v SSSR rozpuštěny po Stalinových čistkách a tanky byly přiděleny k pěším jednotkám. Situace se začala mírně obracet až po Žukovově vítězství nad Japonci u Chalchyn golu, kdy k vítězství Rudé armády přispěly významným způsobem rychlé tankové svazky.

### Nacistické Německo
V nacistickém Německu se této doktríny chopil budovatel německých tankových vojsk Heinz Guderian, který ji rozvinul do použitelné podoby a prosadil jako jednu z hlavních doktrín v německých ozbrojených silách. Hrála hlavní roli během německých invazí do Polska 1939, do Francie 1940 a do Jugoslávie a Řecka 1941 a počátku války na východní frontě (1941 a částečně 1942), kdy se nepřipravení protivníci (byť v druhém případě s větším množstvím kvalitnějších tanků) s touto taktikou nedokázali vyrovnat. Postupem času se však protivníci nacistického Německa dokázali přizpůsobit, přejali tuto koncepci mezi své vlastní metody a vyvinuli účinné způsoby, jak se jí bránit. Bleskovou válku začali proti Němcům praktikovat postupně Spojenci, přičemž nejviditelnějších úspěchů dosáhl Sovětský svaz. Rudá armáda při operaci Bagration v roce 1944 provedla mohutný klešťový obchvat směrem na Minsk, při němž v prostoru Bobrujska obklíčila 6 německých divizí. Počátkem roku provedla v rámci Viselsko-oderské operace ještě rychlejší postup, kdy během dvou týdnů postoupila od Visly až k Odře. Nejlépe však Rudá armáda bojovala proti Japoncům během invaze do Mandžuska. Poprvé však spojenci Blitzkrieg použili již v roce 1941 během Britsko-sovětské invaze do Íránu.Teorie blitzkriegu jsou dosud důležitou součástí bojových doktrín současných vojsk. Za dokonale provedenou operaci zcela podle intencí bleskové války je považována např. šestidenní válka (1967) nebo Operace Bouře (1995).

## Analýza
Nutno ovšem říci, že blitzkrieg má i značná omezení. Jeho účinnost je velmi snížena v případě, že nepřítel dobře rozčlení svou obranu do hloubky a sám disponuje patřičně silnými a mobilní silami s dobrým spojením, které mu umožňují provést ve správnou chvíli protiúder. Pokud se navíc útočník střetne na velkém volném prostoru (poušť, step) s nepřítelem, jehož armáda je dostatečně mobilní celá, nelze při správně koncipovaných akcích v podstatě cíl blitzkriegu naplnit, protože se nikdy nepodaří vytvořit dost pevné obklíčení okolo bránících se jednotek.